# Tanaka Atomu
Tanaka Atomu (sinh ngày 4 tháng 10 năm 1987) là một cầu thủ bóng đá người Nhật Bản.

## Giải vô địch bóng đá U-20 thế giới
Tanaka Atomu được triệu tập vào đội tuyển U-20 Nhật Bản tham dự Giải vô địch bóng đá U-20 thế giới 2007.